# Religie van de Muisca
| Belangrijke heiligdommen van de Muisca | Belangrijke heiligdommen van de Muisca | Belangrijke heiligdommen van de Muisca  |
| Natuur                                 | Natuur                                 | Natuur                                  |
| -------------------------------------- | -------------------------------------- | --------------------------------------- |
|                                        | Meer van Guatavita                     | Sesquilé Cundinamarca                   |
|                                        | Meer van Tota                          | Tota Boyacá                             |
|                                        | Meer van Iguaque                       | Sesquilé Boyacá                         |
|                                        | Meer van Suesca                        | Suesca Cundinamarca                     |
|                                        | Meer van Fúquene                       | Fúquene Cundinamarca                    |
|                                        | Meren van Siecha                       | Guasca Cundinamarca                     |
|                                        | Watervallen van Tequendama             | San Antonio del Tequendama Cundinamarca |
| Cultuur                                |                                        |                                         |
|                                        | El Infiernito                          | Villa de Leyva Boyacá                   |
|                                        | Maantempel                             | Chía Cundinamarca                       |
|                                        | Zonnetempel                            | Sogamoso Boyacá                         |
|                                        | Cojines del Zaque                      | Tunja Boyacá                            |
|                                        | Tempel van Goranchacha                 | Tunja Boyacá                            |
|                                        | Bron van Hunzahúa                      | Tunja Boyacá                            |

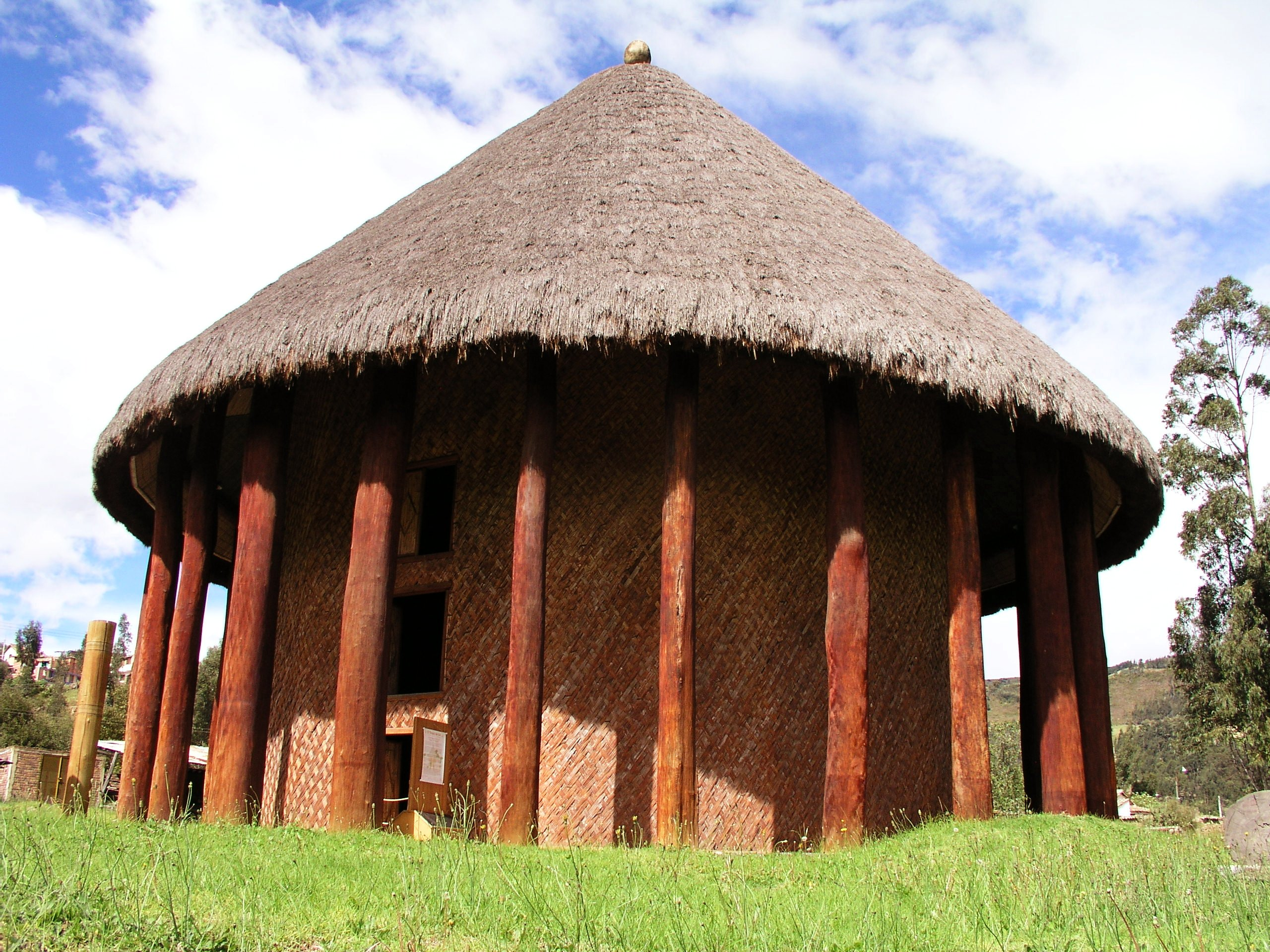
Reconstructie van de Zonnetempel in het Archeologische Museum van Sogamoso

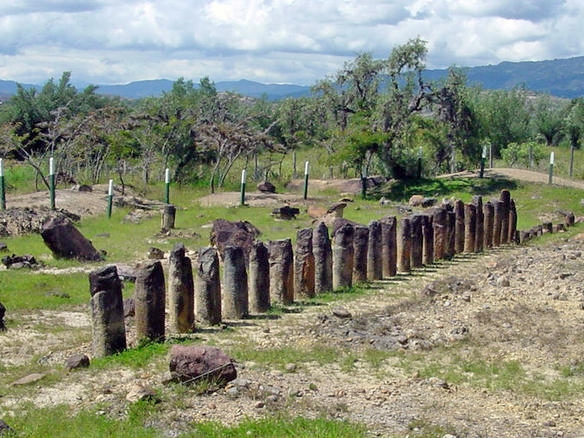
Astronomisch bouwwerk nabij Villa de Leyva. Het bouwwerk is in de loop van de eeuwen steeds verder afgebroken. In 1894 stonden er nog twee rijen met resp. 34 en 12 zuilen. Nu staan er nog 25 zuilen op een rij.

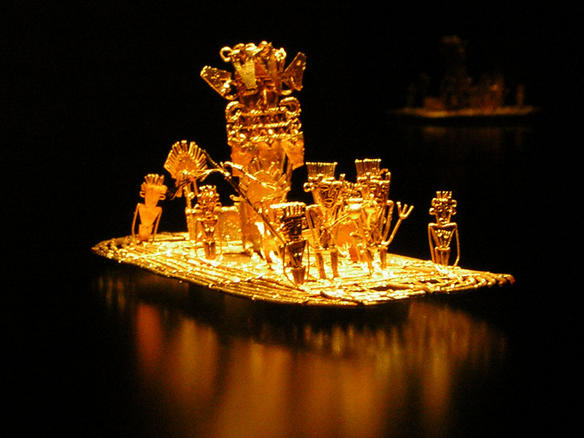
Het Muisca-vlot, een uitbeelding van het inwijdingsritueel van het nieuwe opperhoofd in goud. Weergegeven is een vlot met de nieuwe Zipa omringd door zijn priesters en roeiers.

De religie van de Muisca werd gekenmerkt door een relatief klein aantal goden en godinnen die elk een bepaalde natuurwetenschappelijke moderne verklaring hebben. De belangrijkste goden voor de Muisca waren Sué, de god van de Zon, en Chía, de godin van de Maan, die in de religie van de Muisca de echtgenoot was van Sué. Beide goden kenden hun oorsprong in Chimingagua, de oppergod en Schepper van het heelal. Andere belangrijke goden waren Bachué, de moedergodin van alle mensen, Chibchacum, de god van donder, regen en bliksem was ook de god van de kooplieden, goudsmeden, boeren en rijke mensen, en de wijze Bochica, de god van leiders en opperhoofden, de boodschapper. Verdere goden en godinnen waren Huitaca, de rebellerende godin van de kunsten (met name dans en muziek), Nencatacoa, god van de bouw, wevers en kunstenaars en festiviteiten, Cuchaviva, de regenbooggod, was de god van de bevalling, en Chaquén, de god van sport en vruchtbaarheid. Mindere goden waren Chibafruime, de god van de oorlogsvoering, en de equivalent van de Duivel; Guahaioque, verantwoordelijk voor het liegen, stelen en de dood.
De belangrijkste mythologische figuren waren Thomagata, Pacanchique, Goranchacha en Idacansás.
Elementen van de Muisca-mythologie komen overeen met die van andere Chibchaculturen en met die van de Inca's.
Muiscas geloofden dat Chiminigagua de wereld creëerde. In het begin was alles donker en Chiminigagua zond zwarte vogels uit over de wereld die uit hun snavels schitterende lucht ademden en op die manier licht over de aarde brachten. De zon en de maan, die ook als goden werden vereerd, kwamen daarvoor later in de plaats.
De eerste mens die de aarde bewoonde was een vrouw. Volgens de legende kwam deze vrouw, Bachué, uit het meer van Iguaque, waarboven de zonnewende plaatsvindt. Aan haar hand had ze een jongetje van 3 jaar. Toen de jongen groot genoeg was, trouwden ze en kregen vele kinderen die de aarde bevolkten. Bachué en haar man keerden na vele jaren terug naar het meer Iguaque. Daar veranderden ze in twee slangen en verdwenen weer in het water. Meren waren daarom in de Muisca-religie van groot belang. Bachué was ook de godin van vruchtbaarheid. Zij werd ook wel Furachoque genoemd, wat “Goede Vrouw” betekent.
Een andere legende gaat over Bochica, een man met lange haren en een baard die op een dag uit het Oosten het Muiscagebied betrad. Hij leerde de Muisca-voorouders zich te kleden, zich te beschilderen, oprechtheid, de wetten te respecteren en hij leerde hen over het zielenleven. Op een dag verdween hij in het westen, in de rotsen een voetspoor achterlatend. Jaren later vond er een grote overstroming plaats die dorpen vernielde en waarbij veel mensen omkwamen. De Muiscas smeekten om Bochica en hij verscheen opnieuw op de regenboog. Met zijn gouden staf, sloeg hij de rotsen doormidden. Het water, dat al een meer had gevormd in de savanne, verdween in een grote waterval, de huidige Salto del Tequendama. De schuld van de overstroming lag bij Huitaca, een losbandige duivel, en bij de god Chibchacum, beschermgod van de landbouwers. Bochica strafte hen allebei. Huitaca werd veranderd in een nachtuil en Chibchacum werd gedwongen om voortaan de aarde op zijn schouders te nemen. Muiscas dachten dat aardbevingen ontstonden als hij moe werd en de aarde op zijn andere schouder legde.
Muiscas geloofden in een leven na de dood. De ziel was onsterfelijk en reisde na de dood naar het centrum van de aarde, verder levend in een wereld die leek op de aardse wereld, etend en drinkend met hun vrouwen. Daarom werden bij de begrafenis van een hoofdman een aantal van zijn favoriete vrouwen, slaven, eten en drinken, kleding, wapens en sieraden mee begraven.
Priesters stonden in hoog aanzien in de Muisca-gemeenschap. Zij werden daartoe van kinds af aan opgeleid. Zij onderhielden de tempels en begeleidden religieuze ceremonies. Ze begroeven de doden, de leiders werden eerst gemummificeerd. Offergaven werden via de priesters aan de goden aangeboden. Het aanbidden van de zon en de maan stond centraal in de religie van de Muiscas. De priesters voedden moxa's op, kinderen die op 15-jarige leeftijd werden geofferd aan de Zonnegod.
Priesters voorspelden aan de hand van de sterren, maan en wolken het weer en berekenden de tijdstippen waarop gezaaid, bemest en gesnoeid moest worden. Nabij Villa de Leyva zijn nog 25 grote cilindrische kolommen te vinden die in oost-westrichting zijn geplaatst. Deze kolommen werden gebruikt bij astronomische observaties en religieuze ceremonies. Waarschijnlijk fungeerden ze als een grote zonnewijzer. In een straal van een kilometer rondom de zonnewijzer vindt men nog een veelheid aan stenen kolommen, en ook in andere Muisca-gebieden komt men rijen van stenen kolommen tegen. Priesters hadden bovendien kennis van de genezende krachten van kruiden. Hun religieuze ervaringen werden mogelijk beïnvloed door het gebruik van yopo en coca.
Een van de belangrijkste ceremonies binnen de Muisca-gemeenschap was de inwijding van het nieuwe opperhoofd. Mogelijk is het ontstaan van de legende van El Dorado het gevolg van deze ceremonie. Na jaren van voorbereidingen werd de opvolger van het opperhoofd, de zoon van de oudste zus van het vorige opperhoofd, naar het heilige meer van Guatavita geleid. Voor de dageraad werd hij door de priesters ingesmeerd met hars en bestrooid met goudstof. Als een gouden standbeeld met de scepter van het opperhoofd besteeg hij een vlot met zijn uzaques en zijn priesters. Uit respect keek niemand hem in zijn gezicht. Het volk maakte vuren op de oevers en keerde hem respectvol de rug toe. Bij de eerste zonnestralen wierp het nieuwe opperhoofd goud en smaragden als offergaven aan de goden in het water. Na zich ondergedompeld te hebben besteeg hij opnieuw het vlot om naar de oever terug te keren. Met muziek van trommels, fluiten en bellen en het drinken van chicha (een alcoholische drank van maïs) werd het nieuwe opperhoofd moed, gezag en geluk gewenst.

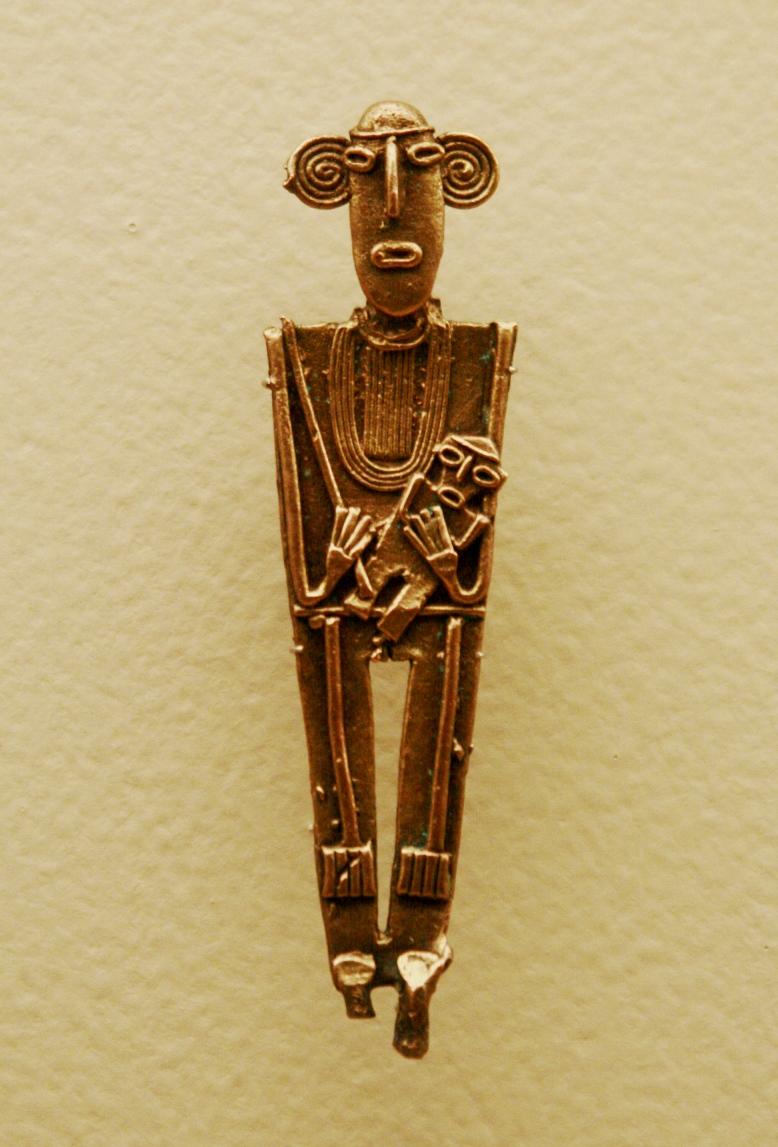
Vrouw met in haar linkerhand een kind en in haar rechterhand een staf. (Goud, 600 AD - 1600 AD)
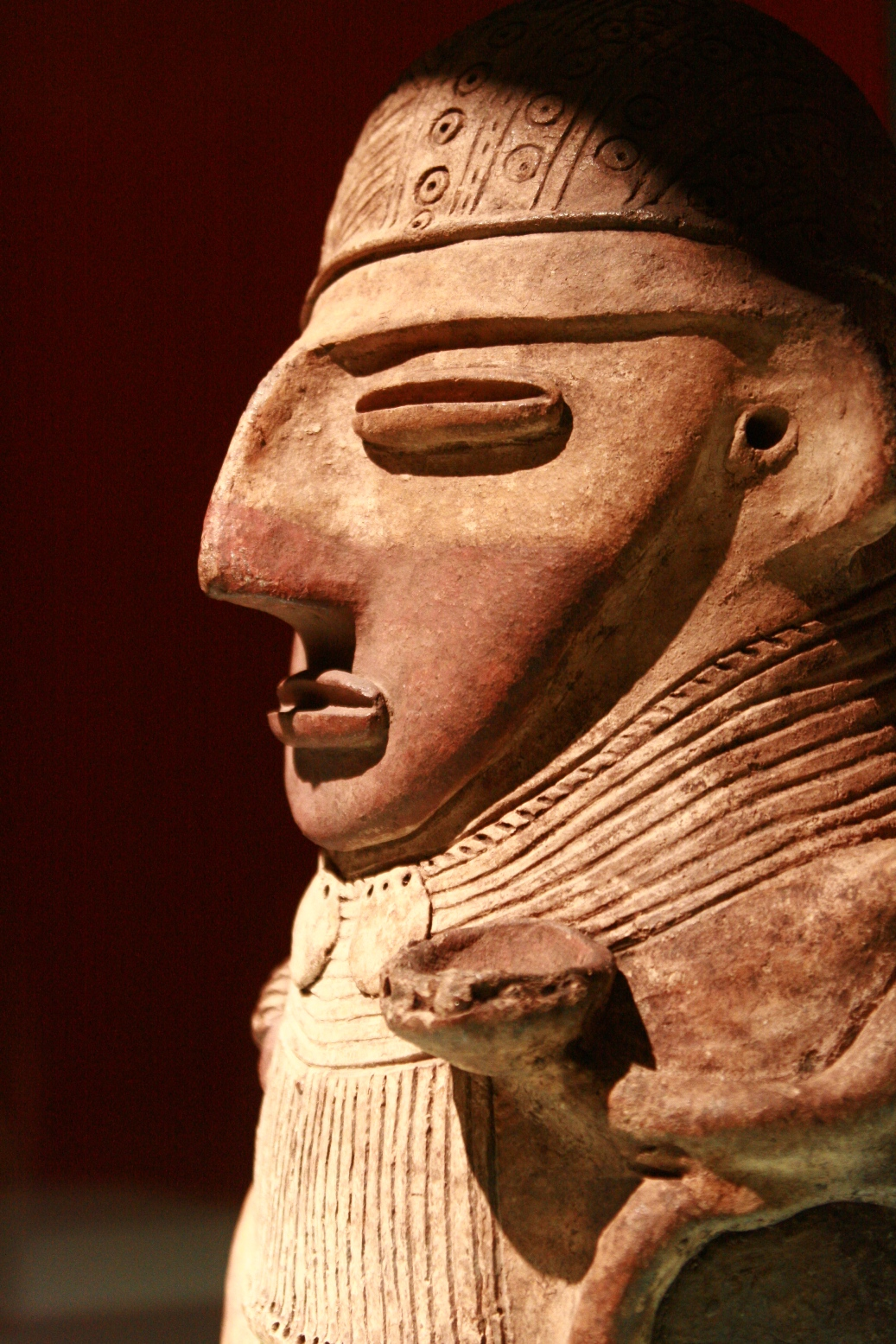
De ogen en mond van dit aardewerken beeldje zijn gemaakt van twee streepjes, waardoor een "koffieboon" gelaatstrek ontstaat. (Keramiek 600 AD – 1600 AD)
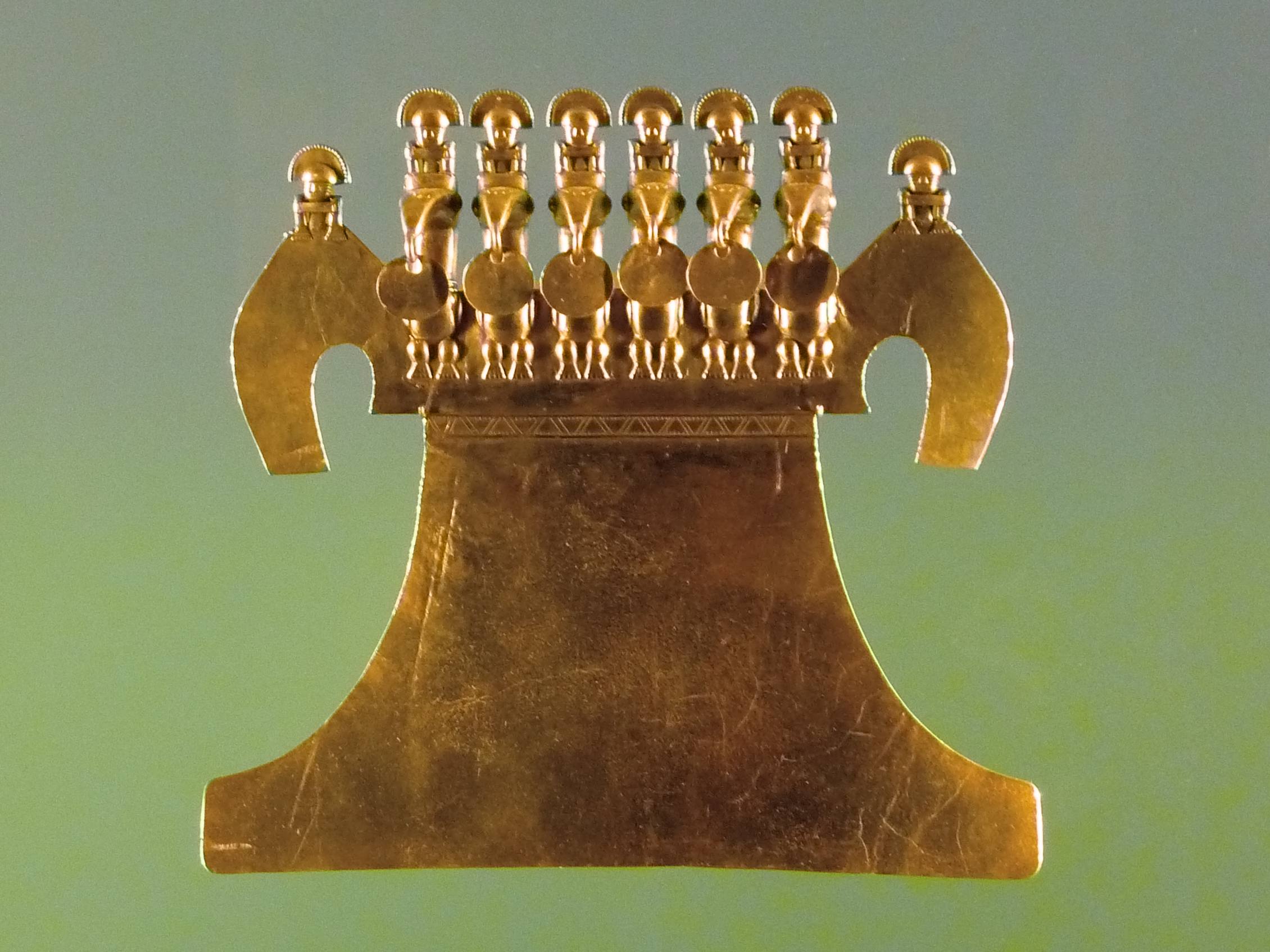
Borststuk in de vorm van een vogel. Zes vogels zitten op de vogel, waarop mannen in gehurkte houding zitten. Op de vleugels van de vogel zitten nog twee hurkende mannen. (Goud/koper legering, 600 AD – 1600 AD)